# Лука К'юменто
Лука К'юменто (19 листопада 1997 , Падуя, Венето ) — італійський веслувальник, срібний призер Олімпійських ігор 2024 року, чемпіон Європи, призер чемпіонату світу.

## Виступи на Олімпіадах
| Олімпіада  | Дисципліна     | Місце |
| ---------- | -------------- | ----- |
| Париж 2024 | парні четвірки | 2     |

## Зовнішні посилання
- Лука К'юменто на сайті FISA.